# فوجرد (گرگان)
فوجرد، روستایی است از توابع بخش بهاران شهرستان گرگان در استان گلستان ایران.

## جمعیت
این روستا در دهستان استرآباد شمالی قرار داشته و براساس سرشماری سال ۱۳95جمعیت آن ۱٬43۶ نفر (320 خانوار) بوده‌است.